# Вишневский, Илиодор Петрович
Илиодор Петрович Вишневский (Wisnewski Iliodor) — инженер-механик флота, участник Русско-турецкой 1877—1878 годов и Русско-японской войн, генерал-майор Корпуса инженер-механиков флота.

## Биография
Вишневский Илиодор Петрович родился 5 февраля 1859 года.
Принимал участие в Русско-турецкой войне 1877—1878 годов.
В 1879 году поступил на механическое отделение Технического училища Морского ведомства в Кронштадте, которое окончил в 1882 году и произведён в кондукторы корпуса инженеров-механиков флота.
В 1886 году младший инженер-механик И. П. Вишневский был назначен судовым механиком миноносца Черноморского флота «Сухум», а затем в 1888 году на равнозначную должность на миноносец «Батум».
В 1892 году окончил Санкт-Петербургский Горный институт экстерном.
В 1892 году назначен старшим судовым механиком минного крейсера «Капитан Сакен».
19 февраля 1893 года И. П. Вишневский назначен наблюдающим за постройкой механизмов броненосца «Три Святителя».
С 1897 года произведён в старшие инженер-механики, но пребывал в запасе.
В 1900 году назначен старшим судовым инженер-механиком на эскадренный броненосец «Три Святителя», а затем старшим корабельным механиком броненосца «Ретвизан». Принимал участие в Русско-японской войне. 27 января 1904 года у Порт-Артура «Ретвизан» был торпедирован японской торпедой. Экипаж броненосца самоотверженно боролся за живучесть корабля.

«…удалось поставить броненосец и избежать его затопления на месте якорной стоянки (на глубине 9 сажен), неминуемо последовавшего бы, если бы не затопили своевременно патронных погребов, — благодаря беспримерно быстрой, вследствие умелой распорядительности старшего инженер-механика Вишневского и младших инженер-механиков Брилевского и Гадолина, разводке паров в минуту опасности и благодаря затоплению отделений, для выравнивания крена и дифферента, что сделано было поразительно быстро лейтенантом Кетлинским. Все это в тяжелую минуту заставляет меня доложить об отличной распорядительности всех судовых чинов, благодаря чему броненосец не затонул на месте якорной стоянки».— Из рапорта командира эскадренного броненосца «Ретвизан» капитана 1 ранга Щенснович Начальнику эскадры Тихого океана. 31 Января 1904 года.
За мужество при отражении атаки японских миноносцев и за бой с японским флотом 26-27 января 1904 года Вишневский был награждён орденом Святого Станислава 2-й степени с мечами.
В начале 1905 года из старших инженер-механиков Вишневский был переаттестован в подполковники, а 17 апреля 1905 года произведён в полковники Корпуса инженер-механиков флота.
С 1910 по 1915 год — флагманский инженер-механик Штаба командующего отряда судов Морского кадетского корпуса, а также с 1912 по 1917 год — старший преподаватель начертательной геометрии в том же корпусе. Автор курса технического черчения для Морского корпуса.
14 апреля 1913 года произведён в генерал-майоры.
О деятельности после октябрьской революции и дате смерти неизвестно.

## Семья
Женат. Имел двух детей.

## Награды
- Орден Святого Станислава 3-й степени (1.01.1895);
- Медаль «В память царствования императора Александра III» (1896);
- Орден Святого Станислава 2-й степени с мечами (1904);
- Орден Святой Анны 2-й степени (1907);
- Тёмно-бронзовая медаль «В память русско-турецкой войны 1877—1878» (1878);
- Серебряная медаль «В память русско-японской войны» (1906);
- Орден Святого Владимира 4-й степени с бантом за 25 лет службы в офицерских чинах (22.09.1911);
- Медаль «В память 300-летия царствования дома Романовых» (1913);
- Крест «За Порт-Артур» (1914);
- Орден Святого Владимира 3-й степени (6.04.1914);
- Крест «За переход через Дунай» (Румыния, 1878).